# Андреев, Пётр Григорьевич
Пётр Григорьевич Андреев (1812—1899) — русский военный инженер и педагог, инженер-генерал, член Конференции Николаевской инженерной академии.

## Биография
Родился 7 июня 1812 года в Петербурге.
В службу вступил в 1826 году. В 1830 году после окончания Николаевского инженерного училища был произведён в прапорщики. С 1832 года после окончания Николаевской инженерной академии по II разряду был произведён в подпоручики с переводом в Сапёрный лейб-гвардии батальон. С 1833 по 1835 год был участником  сооружения Брест-Литовской крепости. В 1836 году был произведён в поручики.
В 1837 году переведён в ГУВУЗ с назначением штатным преподавателем Павловского кадетского корпуса, читал курс по фортификации. В 1840 году был произведён в штабс-капитаны, в 1845 году в капитаны а в 1851 году в подполковники. С 1852 по 1858 год Андреев в качестве сотрудника, принимал участие во втором издании «Военного энциклопедического лексикона». С 1853 по 1863 год в качестве наставника-наблюдателя состоял при Первом кадетском корпусе. С 1853 года во время Крымской войны был командирован в качестве инспектора строительных работ в Крым, участвовал в обороне Севастополя. В 1856 году был произведён в полковники.
С 1863 года был назначен штатным преподавателем Николаевской инженерной академии и Николаевского инженерного училища, вёл курс по вопросам фортификации. В 1869 году произведён в генерал-майоры. С 1878 года одновременно был назначен членом Конференции Николаевской инженерной академии. С 1877 по 1878 год, в период Русско-турецкой войны, Андреев был прикомандирован к штабу действующей армии в качестве советника по инженерным вопросам. В 1880 году произведён в генерал-лейтенанты, в 1894 году был произведён в инженер-генералы, с увольнением в отставку. П. Г. Андреев являлся автором различных военно-научных трудов, в том числе таких известных в военно-инженерной сфере как: «Записки полевой фортификации» (СПб., 1871) и «Записки о военных сообщениях» (СПб., 1889), выдержавшие семь изданий и являющееся справочной книгой. 
Скончался 22 декабря 1899 года в Санкт-Петербурге.

## Труды
- Таблицы объемов земляных работ для устройства дорог / Сост. инж.-подполк. Андреевым. — Санкт-Петербург : Гл. упр. пут. сообщ. и публ. зданий, 1858. — 183 с.
- Разбивка закруглений для дорог и каналов / Сост. инж.-подполк. Андреев. — Санкт-Петербург : тип. Э. Веймара, 1860. — 34 с.
- Записки полевой фортификации для военных училищ : Курс мл. класса / Сост. П. Андреев. — Санкт-Петербург : тип. Дома призрения малолет. бедных, 1868. — 158 с[3]
- Записки полевой фортификации / Сост. П. Андреев. — 2-е изд. — Санкт-Петербург : тип. Деп. уделов, 1871. — 213 с.
- Записки о военных сообщениях / Сост. П. Андреев. — 6-е изд., испр. и доп. — Санкт-Петербург : В. Березовский, 1889. — 168 с.

## Награды
Был награждён всеми орденами Российской империи вплоть до ордена Белого орла пожалованного ему в 1884 году